# Catwoman
Catwoman (bra: Mulher-Gato; prt: Catwoman) é um filme de ação e fantasia americano de 2004 dirigido por Pitof e distribuído pela Warner Bros. O filme é vagamente baseado na personagem da DC Comics com o mesmo nome, que é tradicionalmente uma anti-heroína e tem um interesse amoroso pelo super-herói Batman. Este filme, entretanto, apresenta uma versão diferente da personagem. Dirigido por Pitof e escrito por John Rogers, John Brancato e Michael Ferris com a música de Klaus Badelt, o filme é estrelado por Halle Berry no papel principal, Benjamin Bratt, Lambert Wilson, Frances Conroy, Alex Borstein e Sharon Stone. O filme é centralizado em Patience Phillips, uma desenhista industrial de jeito mansa que descobre uma conspiração obscura dentro da empresa de cosméticos para a qual ela trabalha e que envolve um produto perigoso que pode causar problemas de saúde generalizados. Depois de ser descoberta e assassinada pelos conspiradores, ela é revivida por gatos egípcios que lhe concedem habilidades sobre-humanas que permitem que ela se torne a super-heroína Catwoman e salve a humanidade enquanto também se apaixona por um detetive da polícia que a persegue.
Com a Warner Bros. avançando no desenvolvimento de Batman Forever em junho de 1993, um filme spin-off da Mulher-Gato foi anunciado. Michelle Pfeiffer foi definida para reprisar seu papel de Selina Kyle de Batman Returns, enquanto o diretor Tim Burton, a produtora Denise Di Novi e o roteirista Daniel Waters também retornaram. Em janeiro de 1994, Burton não tinha certeza de seus planos para dirigir Catwoman ou uma adaptação de "A Queda da Casa de Usher". Em 16 de junho de 1995, Waters entregou seu roteiro de Catwoman para a Warner Bros., no mesmo dia Batman Forever foi lançado. Burton ainda estava sendo cortejado para dirigir. Em uma entrevista de agosto de 1995, Pfeiffer reiterou seu interesse no spin-off, mas explicou que suas prioridades seriam desafiadas como mãe e compromissos com outros projetos. O filme ficou no desenvolvimento por anos, com Ashley Judd pronta para estrelar como Mulher-Gato em 2001, mas acabou desistindo do papel. Nicole Kidman também foi considerada para o papel depois que Judd saiu do projeto até que Halle Berry fosse escolhida e a produção começasse.
As filmagens começaram no final de setembro de 2003. As filmagens aconteceram na 4th Street, no centro de Los Angeles, Califórnia, e Winnipeg, Manitoba, bem como no Lions Gate Film Studios, em Vancouver, na Colúmbia Britânica, e nos Warner Bros. Burbank Studios, 4000 Warner Boulevard, Burbank, Califórnia. A maioria dos gatos mostrados no filme veio de abrigos de animais em toda a Califórnia. As filmagens terminaram em 20 de fevereiro de 2004. Berry iniciou um treinamento intensivo de fitness com Harley Pasternak em junho de 2003. Berry recebeu instrução em movimento de gato pela coreógrafa Anne Fletcher, que também supervisionou o treinamento de Berry no estilo brasileiro de artes marciais Capoeira que a atriz recebeu do instrutor Beto Simas, o Mestre Boneco. Berry foi treinada para usar um chicote pelo técnico Alex Green. O macacão usado pela personagem foi projetado pelo figurinista Angus Strathie juntamente com Berry, diretor Pitof e produtores Di Novi e McDonnell. Strathie explicou: "Queríamos que um guarda-roupa baseado na realidade mostrasse a progressão de recatada Patience para o sensual despertar de uma deusa guerreira sexy". Halle Berry teria recebido US$12.5 milhões pelo filme.
Produzido pela Village Roadshow Pictures e Di Novi Pictures, de Denise Di Novi, Catwoman foi lançado nos cinemas em 23 de julho de 2004 pela Warner Bros. Pictures e foi um fracasso crítico e comercial, arrecadando US$ 82 milhões contra um orçamento de US$ 100 milhões. O filme recebeu sete indicações ao prêmio Framboesa de Ouro e ganhou nas categorias de pior filme, pior atriz, pior diretor e pior roteiro; Halle Berry chegou à cerimônia para aceitar seu Framboesa de Ouro pessoalmente com seu Oscar de Melhor Atriz por Monster's Ball na mão e disse que aconselhou seu agente a ler os roteiros antes de aceitá-los. Muitos críticos consideram que é um dos piores filmes de todos os tempos.

## Elenco
| Atores          | Personagem                      |
| --------------- | ------------------------------- |
| Halle Berry     | Patience Phillips / Mulher-Gato |
| Benjamin Bratt  | Tom Lone                        |
| Sharon Stone    | Laurel Hedare                   |
| Lambert Wilson  | George Hedare                   |
| Frances Conroy  | Ophelia Powers / Catlady        |
| Alex Borstein   | Sally                           |
| Michael Massee  | Armando                         |
| Byron Mann      | Wesley                          |
| Kim Smith       | Drina                           |
| Peter Wingfield | Dr. Ivan Slavicky               |
| Berend McKenzie | Lance                           |

## Recepção
No site agregador de críticas Rotten Tomatoes, 9% das 195 resenhas dos críticos são positivas, com uma classificação média de 3,1/10. O consenso crítico do site diz: "Halle Berry é o único ponto positivo, mas até ela não pode salvar este thriller de ação risível". O Metacritic, que usa uma média ponderada, atribuiu ao filme uma pontuação de 35 em 100, baseado em  críticos, indicando críticas "geralmente desfavoráveis". As audiências pesquisadas pelo CinemaScore deram ao filme uma nota média de "B" na escala A+ a F.
O filme recebeu sete indicações ao prêmio Framboesa de Ouro em 2005, incluindo a de pior atriz coadjuvante (Sharon Stone), o pior ator coadjuvante (Lambert Wilson) e o Pior Casal na Tela (Halle Berry e Benjamin Bratt ou Sharon Stone). Ele também ganhou nas categorias de pior filme, pior atriz (Halle Berry), pior diretor (Pitof) e pior roteiro. Halle Berry compareceu na cerimônia com seu Oscar de Melhor Atriz por Monster's Ball na mão e disse: "Em primeiro lugar, eu gostaria de agradecer a Warner Brothers. Obrigado por me colocar nessa grande merda, nesse filme horrível. Sabe, era exatamente disso que a minha carreira precisava. Eu estava no topo, e Mulher-Gato me levou ao fundo do poço".
Um videogame baseado no filme foi publicado pela Electronic Arts UK e pela Argonaut Games. Apresentando os talentos de voz de Jennifer Hale, o jogo variou do enredo do filme e recebeu críticas negativas muito parecidas com o filme.
Em 2003, a Warner Bros. se aproximou de Boyd Kirkland para escrever um roteiro de um longa-metragem de animação de Catwoman para se relacionar com o lançamento do filme. Embora o roteiro tenha sido escrito, o projeto foi descartado devido à falha crítica e comercial do filme.
Em 2006, para receber o prêmio de mulher do ano da companhia teatral Hasty Pudding Theatricals, da universidade de Harvard, Halle Berry foi forçada a fazer um juramente solene. A atriz teve que escrever algumas vezes numa lousa a frase "Eu não farei Mulher-Gato 2",
Halle Berry não se arrependeu de ter interpretado a Mulher-Gato e disse que o dinheiro que ganhou por interpretar a personagem da DC Comics mudou sua vida e também lhe ensinou algumas lições valiosas. "Eu conheci tantas pessoas interessantes que eu não teria conhecido de outra forma. Eu aprendi duas artes marciais e aprendi o que não fazer. E aprender o que não fazer é tão importante quanto aprender o que fazer”, disse ela.